# Teoria do bioprograma de linguagem
A teoria do bioprograma de linguagem ou hipótese do bioprograma de linguagem é uma teoria que argumenta que as semelhanças estruturais entre diferentes línguas crioulas não podem ser atribuídas apenas às suas línguas superstrato e substrato. Conforme articulado principalmente por Derek Bickerton, a crioulização ocorre quando a exposição linguística das crianças em uma comunidade consiste apenas em um pidgin altamente desestruturado; essas crianças usam sua capacidade linguística inata para transformar o pidgin, que caracteristicamente possui alta variabilidade sintática, em uma língua com uma gramática altamente estruturada. Como esta capacidade é universal, as gramáticas destas novas línguas apresentam muitas semelhanças.
Bickerton propôs em 1976 um teste empírico de sua teoria, que envolvia colocar famílias falando línguas mutuamente ininteligíveis em uma ilha anteriormente desabitada durante três anos. Foi obtido financiamento federal para o teste, mas o experimento foi cancelado devido a preocupações de que o consentimento informado não poderia ser obtido, dada a amplitude dos possíveis riscos desconhecidos da participação.